# دیوید آیزنباد
دیوید آیزنباد (به انگلیسی: David Eisenbud) (زاده ۸ آوریل ۱۹۴۷ در نیویورک سیتی) ریاضیدان اهل آمریکا است. زمینه کاری آیزنباد جبر جابجایی و هندسه جبری می‌باشد .
پدر او لئونارد آیزنباد نیز فیزیکدان بوده‌است. وی در دانشگاه شیکاگو درس خواند و در سال ۱۹۷۰ در همان دانشگاه دوره دکترا را با سرپرستی ساندرز مک لین به پایان برد. وی از سال ۱۹۷۰ تا ۱۹۹۷ در دانشگاه برندایس به کار پرداخت و در سال ۱۹۸۰ در آنجا به درجه استادی تمام رسید. آیزنباد از سال ۱۹۹۷ در دانشگاه برکلی می‌باشد . او از سال ۲۰۰۳ تا ۲۰۰۴ رئیس انجمن ریاضی آمریکا بود. آیزنباد در سال ۱۹۷۴ به عنوان سخنران مدعو در کنگره جهانی ریاضیدانان با موضوع درآمدی بر نتایجی چند دربارهٔ تحلیل‌های آزاد در ونکوور به سخنرانی پرداخت.لئوناردو آیزنباد در سال ۲۰۱۰ موفق به کسب جایزه لروی استیل از طرف انجمن ریاضی آمریکا شد.